# Grace Under Pressure
A Grace Under Pressure a kanadai Rush együttes tizedik stúdióalbuma (összességében a tizenkettedik nagylemeze), amely 1984 áprilisában jelent meg a Mercury Records kiadásában. Ez volt az első Rush-album 1975 óta, amelynek nem Terry Brown volt a producere.

## Történet
A Signals album után az együttes úgy gondolta, hogy új producerre lenne szüksége a továbblépéshez, miután 1975 óta kilenc stúdiólemezen és két koncertalbumon dolgoztak együtt Terry Brownnal. Megállapodtak az ismert new wave producer Steve Lillywhite-tal, azonban a dalírási fázis kezdetén Lillywhite felrúgta a megállapodást, hogy a Rush helyett inkább a Simple Minds új albumán dolgozhasson. Így a Rush-nak röviddel a lemezfelvétel előtt kellett producert találnia. Végül Peter Henderson vállalta el a munkát, aki korábban a Supertramp és Paul McCartney lemezein dolgozott.
A Grace Under Pressure lemezzel még inkább eltávolodott az együttes a korábbi hard rock hangzásától. Alex Lifeson, mint gitáros teljesen háttérbe szorult, csak néhány gitárszóló erejéig tűnik ki a szintetizátor és a ritmushangszerek uralta hangzásból. A dalszövegek többsége az emberre nehezedő különféle kényszerítő körülményekről, hatásukról és a túlélésről szólnak. A lemezt nyitó Distant Early Warning egy atomháború utáni világot mutat be, míg a  Red Sector A szövegét az énekes Geddy Lee szüleinek története ihlette, akik lengyelországi zsidóként a második világháború alatt gyerekként kerültek koncentrációs táborba Auschwitzban, 1941-ben. Az Afterimage dalt a Le Studio autóbalesetben elhunyt hangmérnök-asszisztense, Robbie Whelan emlékére írta a zenekar. A Fear-dalsorozat újabb darabja, a reggae-hatású The Enemy Within; ennek a dalnak a videóklipjével kezdte meg adását 1984-ben a kanadai Much Music zenetévé.
Az album két és fél hónap alatt lett platinalemez az Egyesült Államokban, ahol a 10. helyig jutott a Billboard 200-as listáján, míg a brit albumlistán az 5. helyet érte el. Ez volt az első Rush-album, amely az LP-vel egyidőben CD-n is megjelent. 1997-ben a Rush Remasters sorozatban adták ki újra digitálisan feljavított hangzással az albumot.

## Az album dalai
1. Distant Early Warning – 4:59
2. Afterimage   – 5:04
3. Red Sector A – 5:10
4. The Enemy Within (Part I of Fear)  – 4:34
5. The Body Electric – 5:00
6. Kid Gloves – 4:18
7. Red Lenses – 4:42
8. Between the Wheels – 5:44

## Közreműködők
- Geddy Lee – ének, basszusgitár, szintetizátor
- Alex Lifeson – gitár, szintetizátor
- Neil Peart – dobok és ütőhangszerek